# جون كي. سامسون
جون كي. سامسون (بالإنجليزية: John K. Samson)‏ (و. 1973  م) هو مغن مؤلف، وعازف بيس، ومغني، وعازف قيثارة، وملحن كندي، ولد في وينيبيغ.

## وصلات خارجية
- جون كي. سامسون على موقع IMDb (الإنجليزية)
- جون كي. سامسون على موقع ميوزك برينز (الإنجليزية)
- جون كي. سامسون على موقع أول ميوزيك (الإنجليزية)
- جون كي. سامسون على موقع ديسكوغز (الإنجليزية)
- جون كي. سامسون على موقع قاعدة بيانات الفيلم (الإنجليزية)

- جون كي. سامسون في قاعدة بيانات الأفلام على الإنترنت